# NGC 4921
NGC 4921 is een balkspiraalstelsel in het sterrenbeeld Hoofdhaar. Het hemelobject werd op 11 april 1785 ontdekt door de Duits-Britse astronoom William Herschel.

## Synoniemen
- UGC 8134
- MCG 5-31-98
- ZWG 160.95
- DRCG 27-97
- PGC 44899